# Cascada Văii Rele
Cascada Văii Rele (cunoscută colocvial și sub numele de Pișăcioasa Moldoveanului) este o cascadă formată de râul Valea Rea, în apropierea comunei Nucșoara, Județul Argeș, aflată la altitudinea de aproximativ 1800m, în apropierea traseului turistic care duce din Valea Rea spre Vârful Moldoveanu.